# Joe Rubbo
Joe Rubbo é um ator norte-americano que se destacou em filmes de comédia, como Férias Ardentes, e também o último americano virgem